# Kapverdisch-portugiesische Beziehungen
Die kapverdisch-portugiesischen Beziehungen beschreiben das zwischenstaatliche Verhältnis zwischen Kap Verde und Portugal. Die Länder unterhalten seit 1975 direkte diplomatische Beziehungen.
Die engen und vielfältigen Beziehungen gehen auf die portugiesische Kolonialgeschichte seit dem 15. Jahrhundert zurück, als die unbewohnten Kapverdischen Inseln 1445 erstmals von portugiesischen Seeleuten gesichtet und nach 1456 besiedelt wurden. Die Länder sind seither sowohl historisch als auch wirtschaftlich und kulturell eng miteinander verbunden. Die Verwaltungsgliederung Kap Verdes etwa ist bis heute in Aufbau und Begrifflichkeit stark an die Verwaltungsgliederung Portugals angelehnt.
Portugal ist Kap Verdes wichtigster Handelspartner und Investor, zudem bestehen vielfältige kulturelle und persönliche Verbindungen, mit der bedeutenden kapverdischen Gemeinde in Portugal als wichtigem Element. Nach den Brasilianern stellen die kapverdischen Einwanderer die größte ausländische Bevölkerungsgruppe in Portugal.

## Geschichte

### 15. Jahrhundert bis 19. Jahrhundert

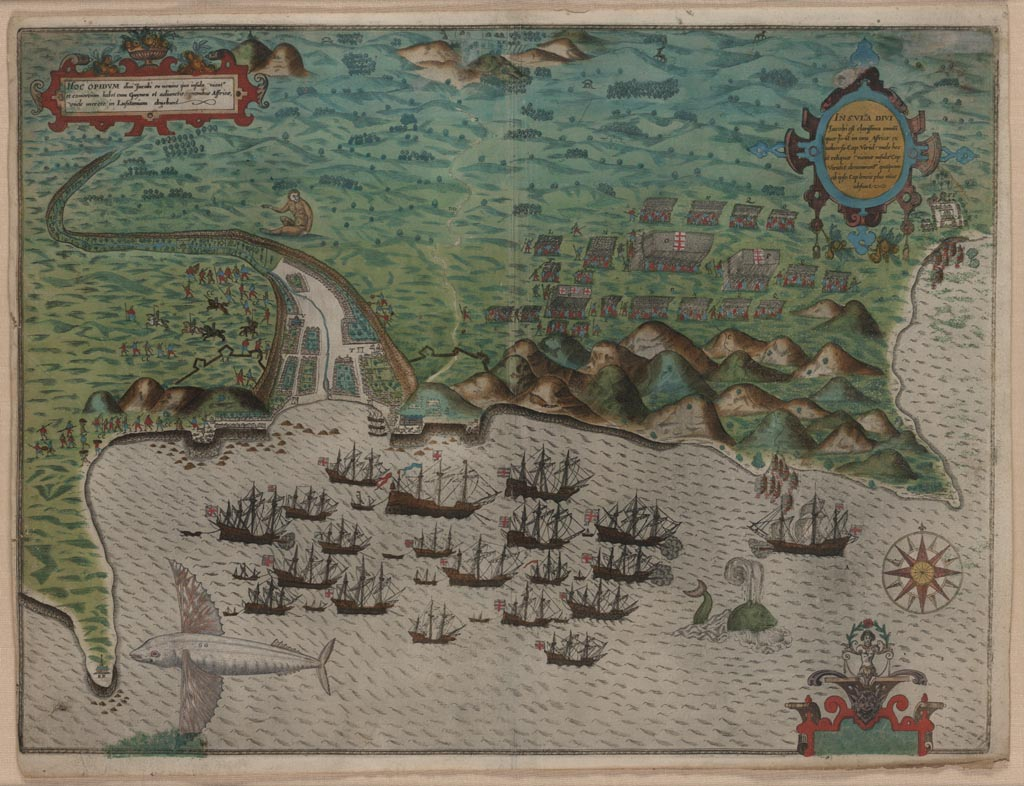
Ribeira Grande auf Santiago 1589, Karte von Baptista Boazio

Portugal nahm die unbewohnten Inseln 1456 in Besitz und begann um 1461 die dauerhafte Besiedlung mit der Errichtung eines Militärpostens auf der Insel Santiago, aus dem sich danach der Hauptort Ribeira Grande entwickelte. Die Portugiesen errichteten 1495 hier die erste christliche Kirche südlich der Sahara und die Kapverden wurden Sitz eines Generalgouverneurs und damit erste offizielle Kolonie des entstehenden Portugiesischen Weltreichs. 1513 fand die erste Volkszählung auf den Kapverdischen Inseln statt; sie ergab 162 freie Einwohner, darunter 58 Weiße, 16 Schwarze und 12 Priester, der Rest waren Soldaten und Strafgefangene. Sklaven wurden dagegen 13.000 gezählt.

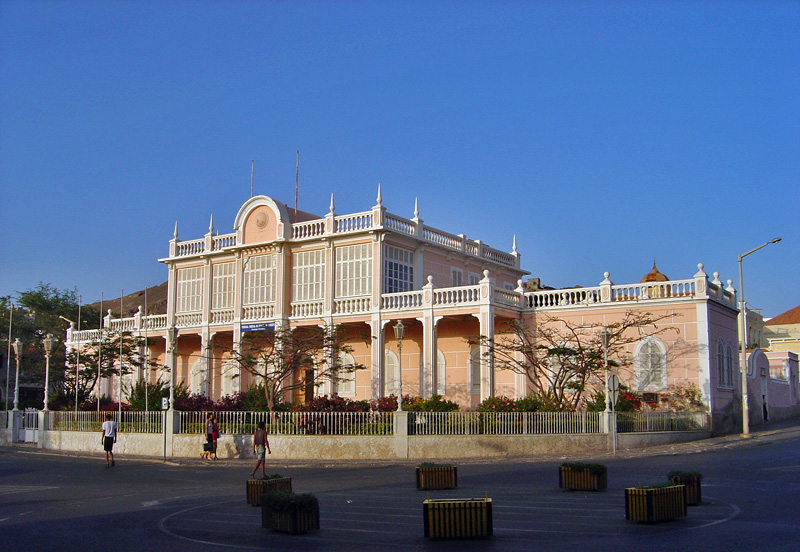
Kolonialer Gouverneurspalast in Mindelo

Als Zwischenstation für den Überseehandel, vor allem für den Sklavenhandel, wurde der Hauptort Ribeira Grande im Verlauf des 16. Jahrhunderts sehr wohlhabend. Die Begegnung der Sklaven der verschiedenen Heimatregionen Westafrikas mit den portugiesischen Kolonialherren löste dabei die erste Kreolisierung der Kolonialgeschichte aus. Das heute auf den Kapverden gesprochene Kapverdische Kreol, eine Kreolsprache auf Basis des Portugiesischen, fand hier seinen Ursprung.
Mit dem Reichtum kamen auch Angriffe von Piraten, darunter mehrmals Francis Drake. Dabei entkamen häufig Sklaven, die sich im Hinterland Santiagos frei ansiedelten und als Badius bezeichnet wurden. Sie gelten als Urzelle des eigenständigen Kapverdes.
Die Portugiesen betrieben auf den Kapverdischen Inseln Plantagenwirtschaft, jedoch sorgten die geringen Niederschläge und häufigen Dürreperioden seither immer wieder für Hungersnöte, bei denen immer wieder Tausende Menschen starben, meist ohne größere Hilfe aus dem Mutterland zu erhalten. Mit der weiter steigenden Einwohnerzahl im 17. und 18. Jahrhundert nahmen diese Hungersnöte zu.
Um 1740 begannen amerikanische Sklavenhändler und Walfänger, sich auf den Kapverden zu versorgen. Damit legten sie den Grundstein für die bis heute andauernde Auswanderung der Kapverdier an die Ostküste der USA.
Als im Verlauf des 18. Jahrhunderts die Plantagenwirtschaft immer unmöglicher wurde und die Hungersnöte zunahmen, gaben viele portugiesische Unternehmer auf und ließen ihre Sklaven frei. Menschen mit gemischt europäischer und afrikanischer Abstammung machen seither einen Großteil der freien Bevölkerung der Kapverden aus.
Mit der Abschaffung der Sklaverei während des 18. und 19. Jahrhunderts und nach den häufigen Dürren nahm die wirtschaftliche Bedeutung der Kapverden weiter ab. Seuchen und Vulkanausbrüche nahmen die Inseln zusätzlich in Mitleidenschaft. Die Dampfschifffahrt, die insbesondere den kapverdischen Hochseehafen von Mindelo als Zwischenstation und Kohlelager nutze, sorgte danach für eine Belebung, und auch der Salzhandel insbesondere der Inseln Sal und Maio lief weiter.

### Seit dem 20. Jahrhundert

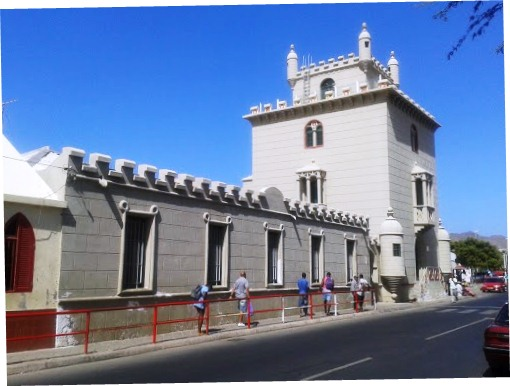
Kopie des Lissabonner Torre de Belém im Zentrum Mindelos

Der Erste Weltkrieg 1914 beendet die bescheidene Wachstumsphase auf den Kap Verden, und die Auswanderung verstärkte sich danach wieder. Das portugiesische Mutterland unternahm zumeist nur wenig zur Abmilderung der Nöte auf den Kapverden.
Während der semi-faschistischen Salazar-Diktatur in Portugal ab den 1930er Jahren erfuhr Kap Verde eine relative Wirtschaftserholung, mit der Ansiedlung von Fischverarbeitungsindustrie (insbesondere Thunfischverarbeitung, u. a. durch französische Investitionen). Auch behielt Kap Verde seine weiterführende Schulen, die hier zu einem etwas höheren Bildungsniveau als in den übrigen Kolonien führten und dadurch zum Nachschub an Verwaltungsbeamten für die portugiesische Kolonien beitrugen.
1951 erhielt Kap Verde als erste Kolonie den Status einer portugiesischen Überseeprovinz. Dieser war jedoch kaum mehr als kosmetischer Natur, und die aufkommende Unabhängigkeitsidee nahm weiter zu. Insbesondere Amílcar Cabral, Sohn kapverdischer Eltern, wurde eine zentrale Figur im antikolonialen Kampf gegen das portugiesische Estado-Novo-Regime, das mit unnachgiebiger Härte reagierte.
In dem Zusammenhang baute das Regime mit dem Campo do Tarrafal sein bereits 1936 eröffnetes politisches Gefängnis auf der kapverdischen Hauptinsel Santiago zu einem Konzentrationslager aus. Widerstandsaktivisten und politische Gefangene aus dem gesamten Kolonialreich und dem Mutterland wurden hier interniert und häufig auch systematisch gefoltert, viele starben dabei.
Im Gegensatz zu Angola, Mosambik und Guinea-Bissau, wo ab 1961 der Portugiesische Kolonialkrieg ausbrach, wurde Kap Verde jedoch kein Schauplatz eines offenen Guerillakrieges.

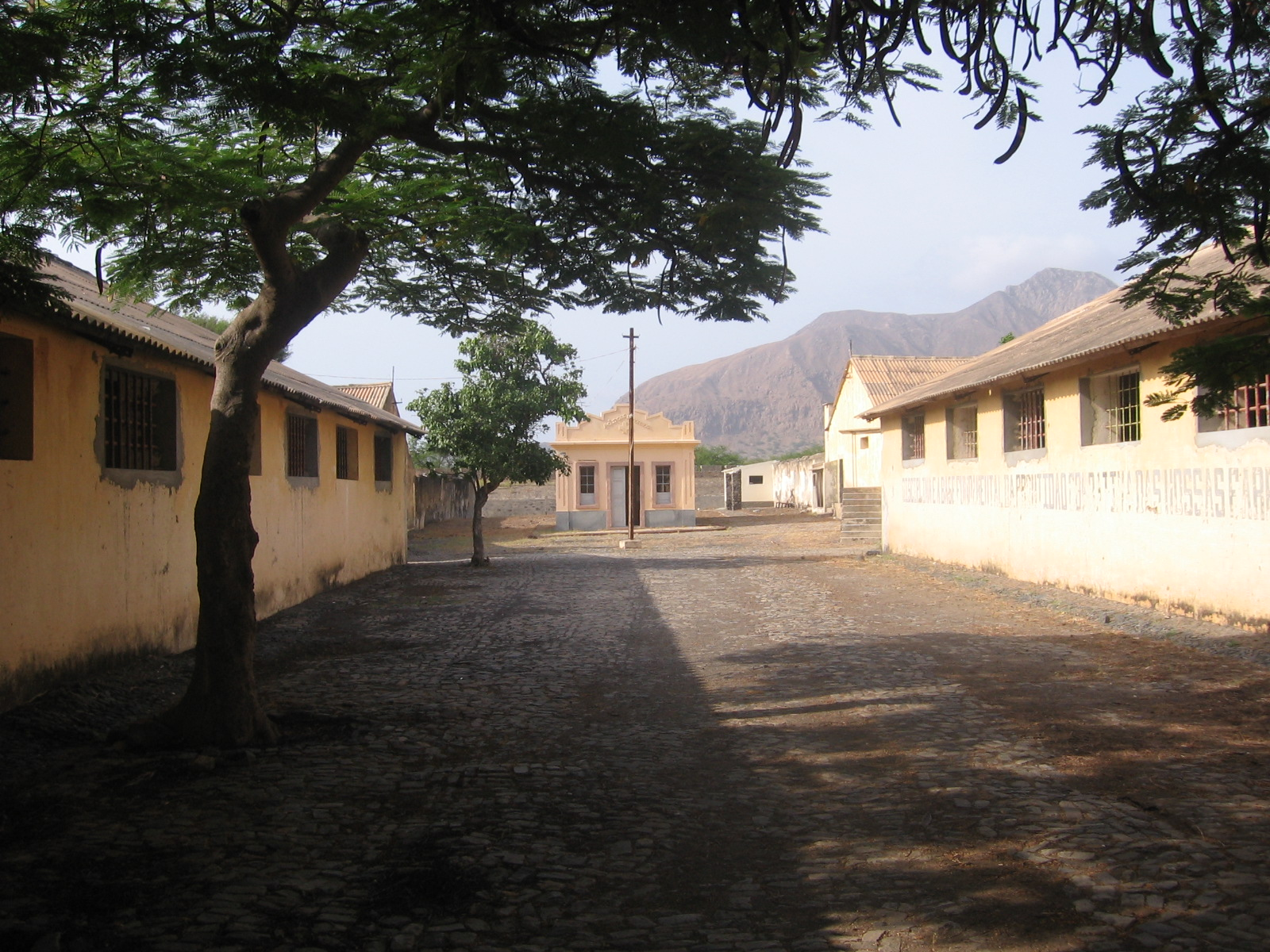
Im Campo do Tarrafal, zentrales politisches Gefängnis der portugiesischen Diktatur

Die Nelkenrevolution am 25. April 1974 beendete schließlich die Diktatur in Portugal. In der Folge stellte das nunmehr demokratische Portugal den Kolonialkrieg ein, entließ seine afrikanischen Territorien in die Unabhängigkeit und stellte seine internationalen Beziehungen auf eine neue Grundlage. Insbesondere strebte das neue, progressive Portugal dabei partnerschaftliche Beziehungen zu einer Vielzahl afrikanischer Staaten an. In dem Zusammenhang wurde auch Kap Verde von Portugal unabhängig, und die Beziehung beider Staaten erhielten eine neue Basis.
Am 18. Juli 1975 akkreditierte sich als erster Vertreter Portugals in Kap Verde João de Sá Coutinho Sotto Maior, Portugals Botschafter in Guinea-Bissau. Parallel wurde am 30. Juni 1975 bereits die portugiesische Botschaft in der kapverdischen Hauptstadt Praia unter Leitung des Übergangs-Geschäftsträgers Manuel António Pacheco Jorge Barreiros eröffnet, der am 6. Juli 1975 dann erster akkreditierter Vertreter Portugals in Praia wurde.
Danach orientierte sich Kap Verde unter seinem Einparteiensystem der PAICV an der Planwirtschaft der sozialistischen Staaten, während Portugal sich auf den Kapverden wirtschaftlich vor allem auf Projekte der Entwicklungszusammenarbeit beschränkte.
Nach der marktwirtschaftlichen Öffnung ab 1990 traten Unternehmen aus dem wirtschaftlich stark wachsenden Portugal als wichtigste Investoren in Kap Verde auf, insbesondere in Schlüsselindustrien wie Energie oder Banken. Bis heute blieb Portugal der wirtschaftlich und politisch wichtigste Partner Kap Verdes, und gegenseitige Staatsbesuche auf allen Ebenen finden regelmäßig statt.
Beim Aufbau der staatlichen Institutionen Kap Verdes und der Aufarbeitung der gemeinsamen Geschichte kooperieren beide Länder ebenfalls, etwa in Justiz, Verwaltung oder der Nationalbibliothek von Kap Verde. Auch wurde das politische Gefängnis in Tarrafal als Museu do Tarrafal zunächst zur Gedenkstätte und in den 2010er Jahren zum vollen Museum hergerichtet und am 20. Januar 2016 durch die Premierminister beider Länder, José Maria Neves und António Costa eingeweiht.
Nach Ausbruch der weltweiten COVID-19-Pandemie 2020 und der anschließenden Impfkampagne ab Anfang 2021 verpflichtete sich Portugal, 5 % seiner Impfdosen an die PALOP-Länder und Osttimor zu liefern. Mitte Mai 2021 erhielt Kap Verde die ersten 24.000 Impfdosen.

## Migration

### Entwicklung
Seit der portugiesischen Entdeckung und Besiedlung der Kapverdischen Inseln im 15. Jahrhundert lassen sich Portugiesen dort nieder, und Menschen von den Kapverden kommen nach Portugal.
War es bis zur Nelkenrevolution 1974 eine relativ überschaubare Anzahl hauptsächlich von Geschäftsleuten und Studenten, die von den Kapverden nach Portugal kamen, so gingen nach der folgenden Unabhängigkeit Kapverdes Retornados ins bisherige Mutterland. Zudem wurde Portugal danach bevorzugtes Ziel der kapverdischen Auswanderung, zusammen mit der Ostküste der USA und den Niederlanden.
Nach dem marktwirtschaftlichen Umbau der kapverdischen Wirtschaft Anfang der 1990er Jahre wurde die ehemalige Kolonialmacht Portugal, die ein beträchtliches Wirtschaftswachstum seit dem EU-Beitritt 1986 erlebte, zum bedeutendsten Investor in Kap Verde. Damit kamen auch neue portugiesische Unternehmer, Techniker und Facharbeiter. Parallel lockten in Portugal insbesondere die großen Bauvorhaben wie die Expo 98, der Autobahnbau in Portugal oder die Fußball-EM 2004 kapverdische Arbeiter.
Nach den Brasilianern (mit fast 16 %) sind Bürger der Kapverden heute mit knapp 15 % die größte Gruppe unter der ausländischen Bevölkerung in Portugal.
2010 stellten Portugiesen 3,6 % der Bevölkerung Kap Verdes und etwa 10 % seiner ausländischen Bewohner. Damit sind sie die fünftgrößte Gruppe unter der ausländischen Bevölkerung Kap Verdes.
Auch wenn es kaum größere ernste Konflikte zwischen kapverdischen Einwanderern und der Mehrheitsgesellschaft gibt und die Integration häufig erfolgreich verläuft, so gibt es doch auch eine häufig fehlende Soziale Inklusion. Besonders augenscheinlich wird dies in Vierteln, die als Soziale Brennpunkte gelten, vor allem Viertel wie Cova da Moura oder Fontaínhas im Großraum Lissabon, wo Kapverdier eine Mehrheit stellen. Nach überwiegend negativer Berichterstattung in den 1980er und 1990er Jahren wird inzwischen auch differenzierter berichtet, insbesondere seit soziale Vereine und private und öffentliche Institutionen verstärkt dort arbeiten. Auch Dokumentationen wie die von Rui Simões (u. a. Ilha da Cova da Moura 2010) oder Filme wie von Pedro Costa (u. a. Vitalina Varela 2019 und seine Faontaínhas-Trilogie davor) haben zu dieser differenzierteren Sicht beigetragen, ebenso wie die zahlreichen Erfolgsgeschichten kapverdischer Einwanderer und der zunehmende portugiesische Tourismus in Kap Verde, wo Portugiesen sich ein anderes Bild des Landes und seiner Menschen machen.

### Zahlen

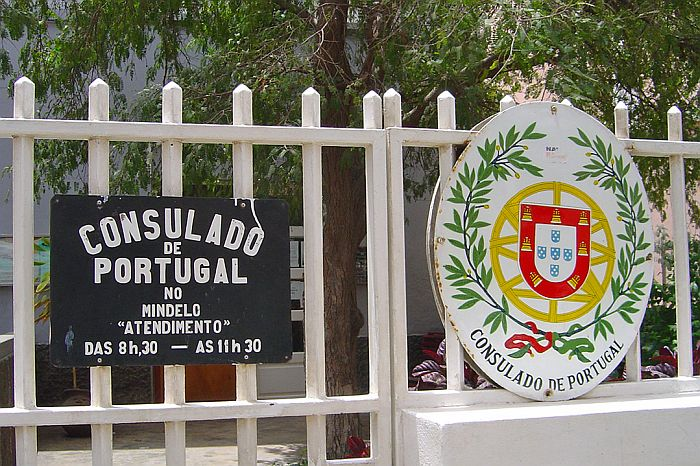
Portugiesisches Konsulat in Mindelo

Im Jahr 2015 waren 38.674 kapverdische Staatsbürger in Portugal registriert, davon 25.123 im Distrikt Lissabon (vor allem im Großraum Lissabon) und 7123 im Distrikt Setúbal (vor allem in den Orten der Margem Sul do Tejo). Ihre Rücküberweisungen 2016 betrugen 14,9 Mio. Euro.
Im Jahr 2015 waren in den portugiesischen Konsulaten in Kap Verde 14.795 Bürger gemeldet, darunter auch Doppelstaatsbürger. 2010 wurde die Zahl portugiesischer Staatsbürger in Kap Verde mit 1716 angegeben, nach 838 im Jahr 2000. Die Überweisungen nach Portugal 2016 betrugen 1,74 Mio. Euro.

### Portugiesen kapverdischer Herkunft

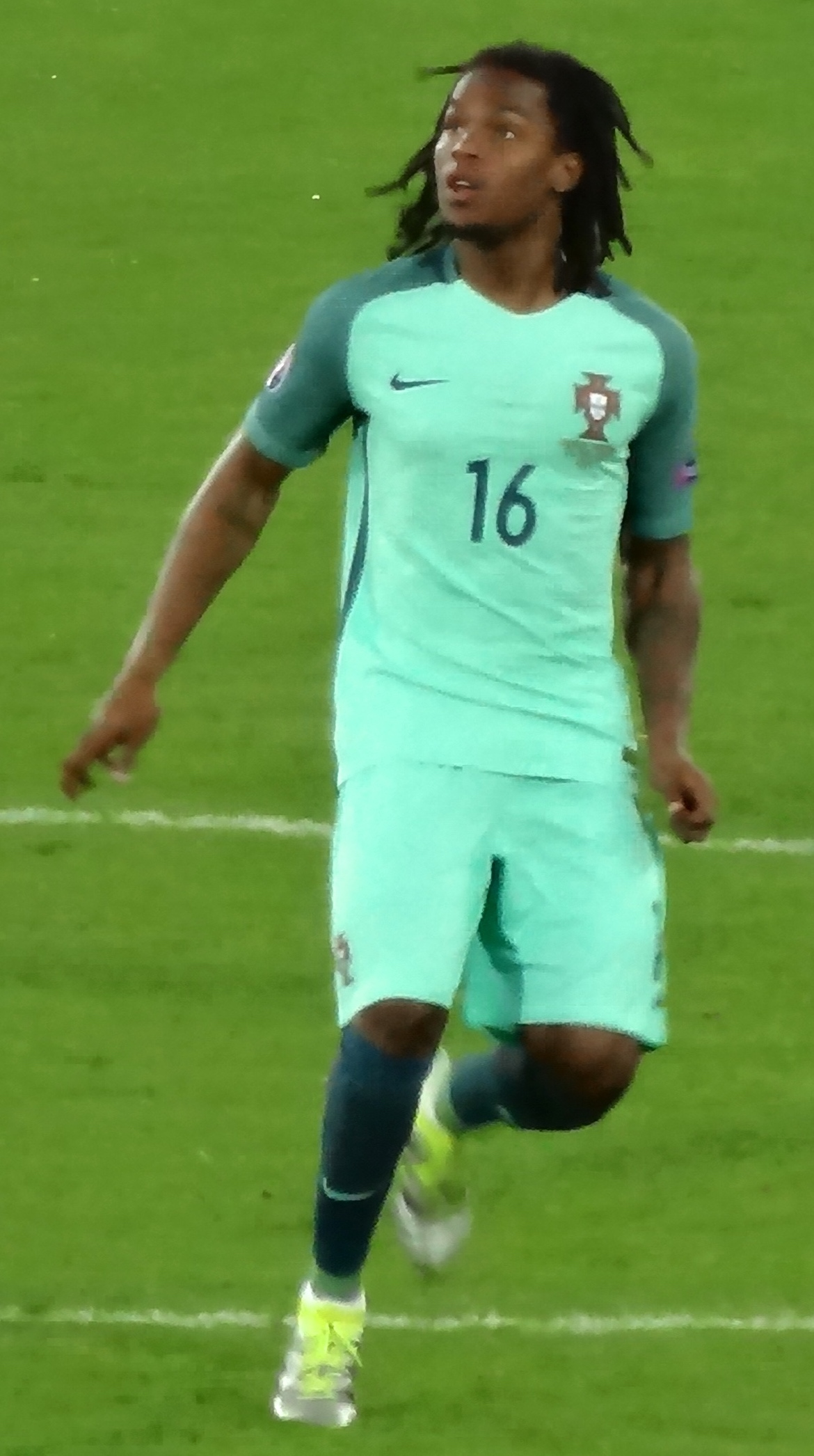
Renato Sanches beim EM-Sieg Portugals 2016

Eine Vielzahl prominenter Portugiesen wurde in Kap Verde geboren oder kommt aus kapverdischen Familien. Beispielhaft folgt eine kleine Auswahl:
- Lura (* 1975), Sängerin
- Jorge Andrade (* 1978), Fußballspieler
- Sara Tavares (1978–2023), Sängerin
- Miguel (* 1980), Fußballspieler
- Eliseu (* 1983), Fußballspieler
- Nelson Évora (* 1984), Leichtathlet, gewann bei Olympia 2008 Gold für Portugal
- G-Amado (* 1985), Kizomba-Musiker und Produzent
- Diana Piedade (* 1985), Sängerin
- Ana Sofia Martins (* 1986), Model, TV-Moderatorin und Schauspielerin
- Nani (* 1986), Fußballspieler, wurde mit Portugal Europameister 2016
- Gelson Martins (* 1995), Fußballspieler
- Evelise Veiga (* 1996), Leichtathletin
- Renato Sanches (* 1997), Fußballspieler, wurde mit Portugal Europameister 2016

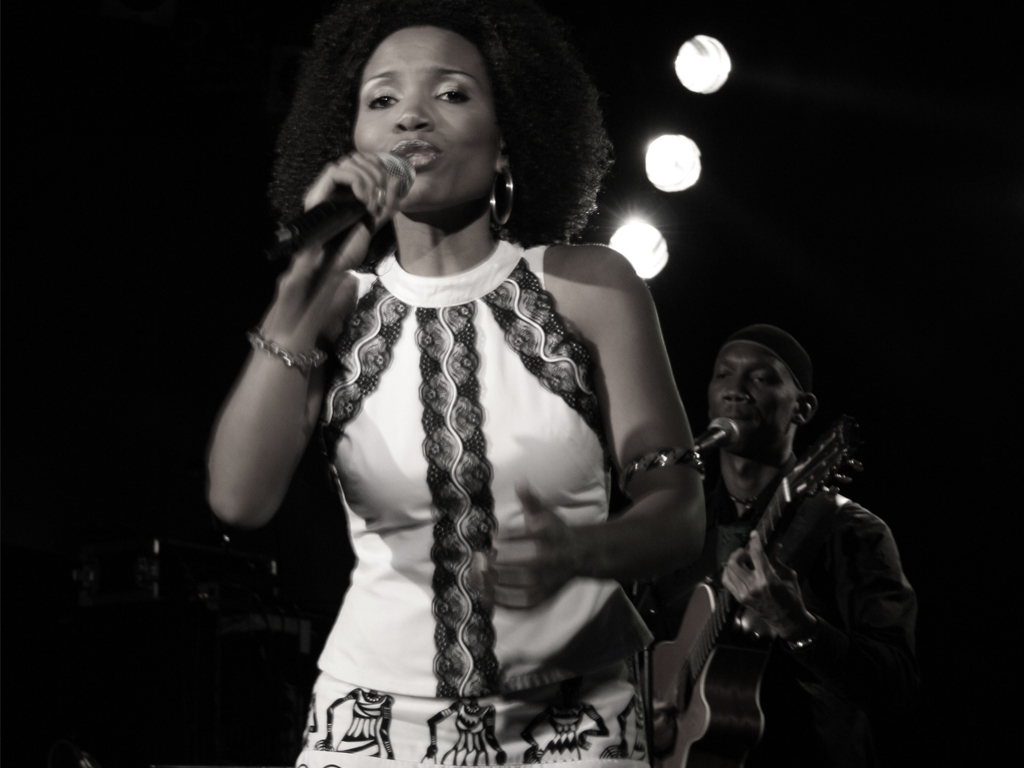
Lura in Mailand (2007)
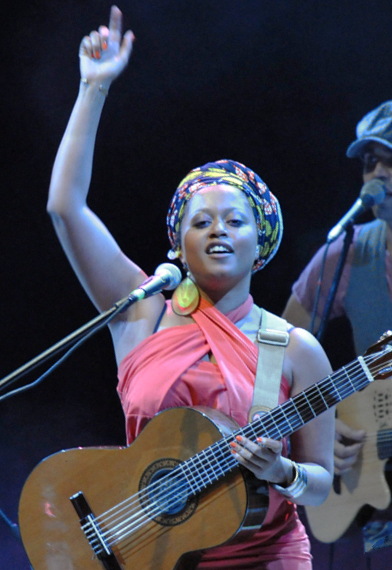
Sara Tavares in Warschau (2011)
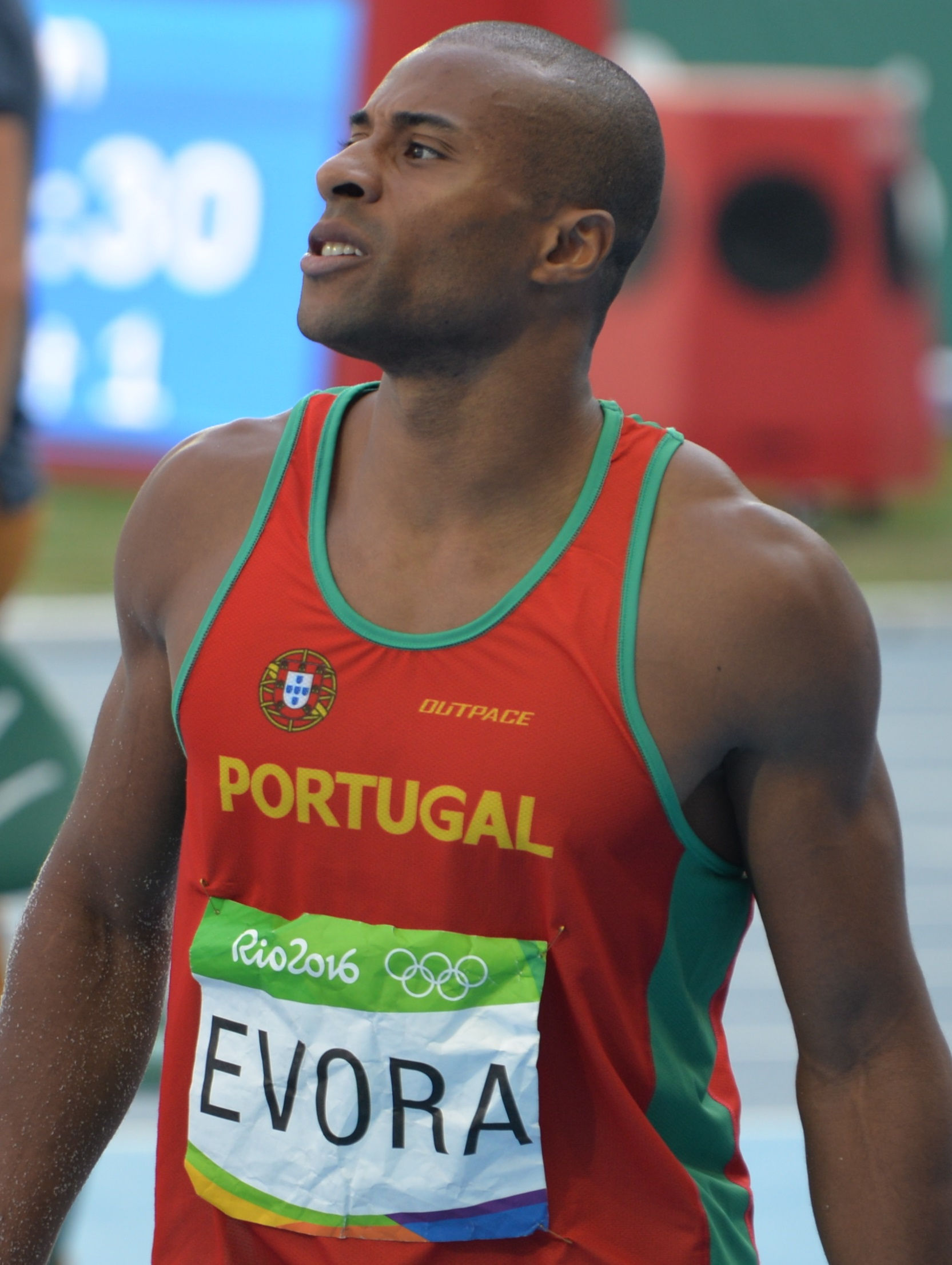
Nelson Évora bei Olympia 2016 in Rio de Janeiro
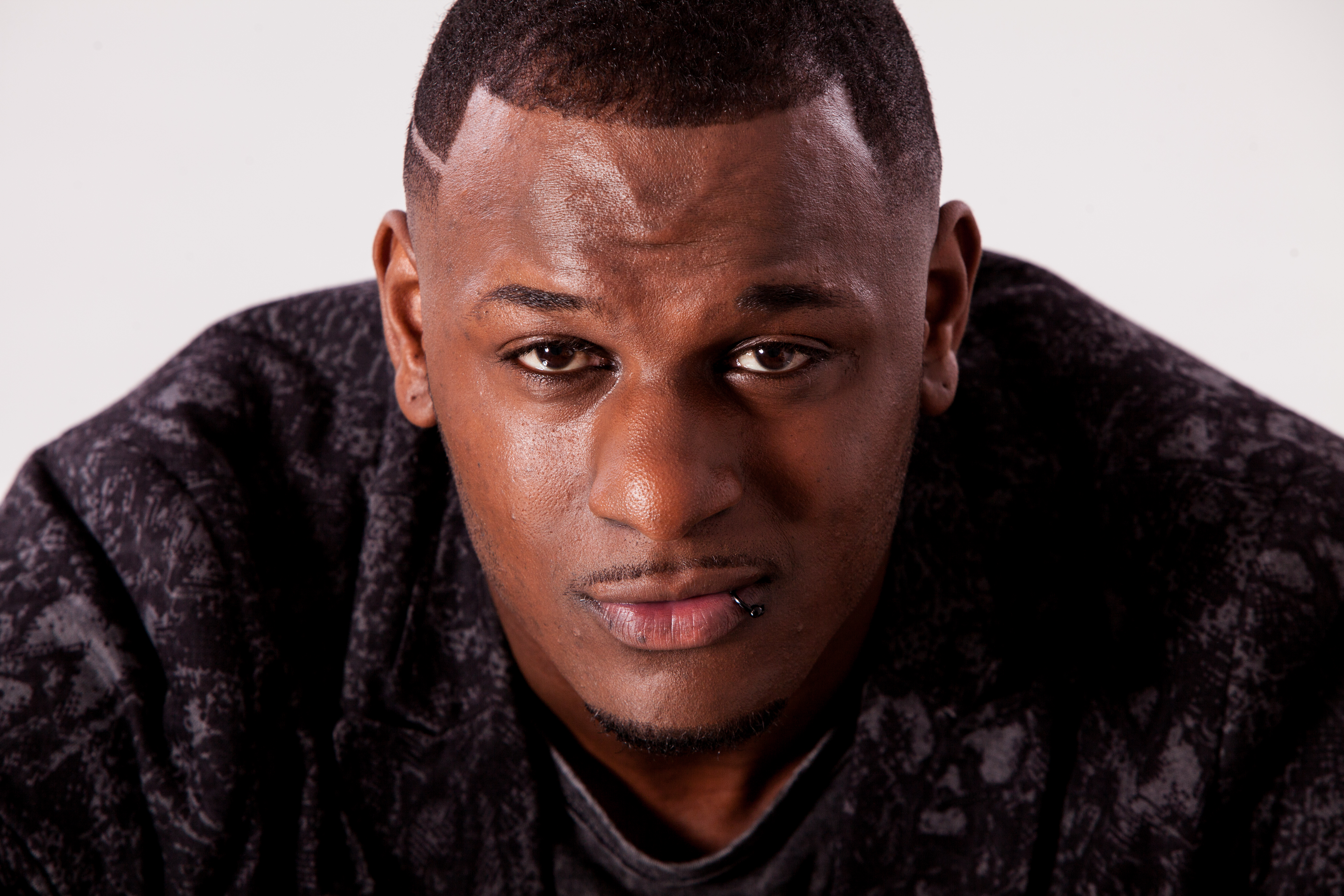
G-Amado (2016)
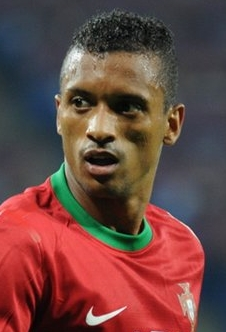
Nani im Nationaltrikot Portugals (2012)
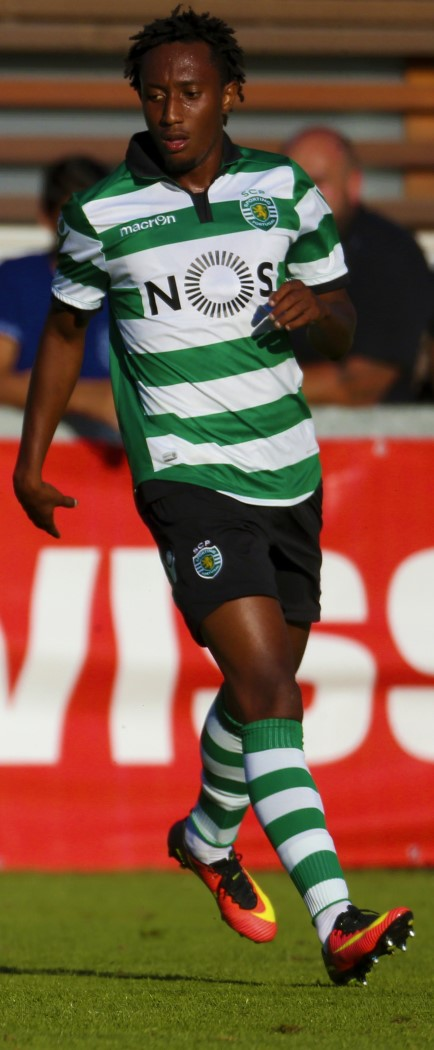
Gelson Martins im Trikot von Sporting Lissabon (2016)

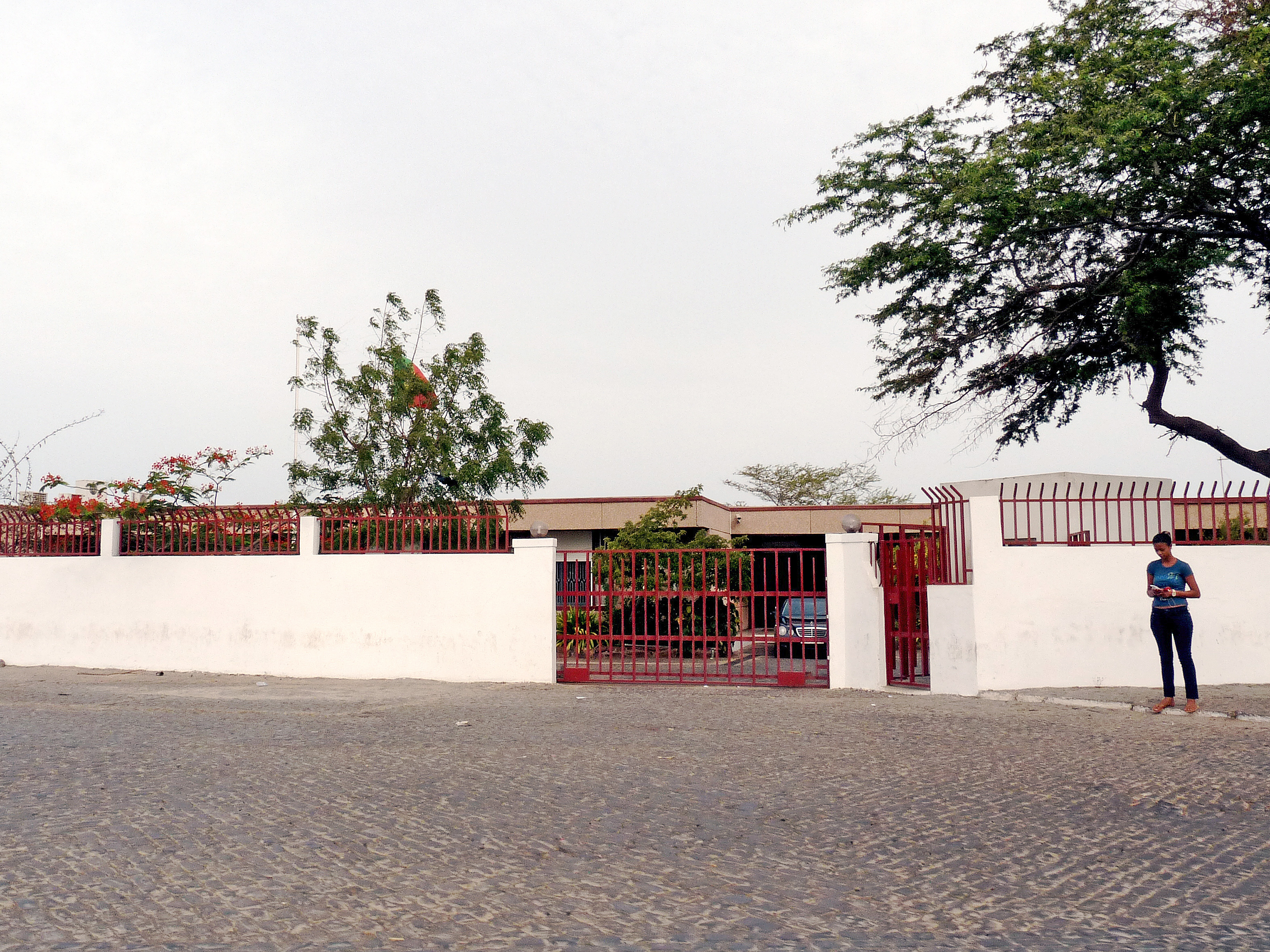
Die Botschaft Portugals in der kapverdischen Hauptstadt Praia

## Diplomatie
Portugal unterhält seine Botschaft in Kap Verdes Hauptstadt Praia, in der Avenida OUA im Stadtteil Achada de Santo António. Honorarkonsulate sind zudem in Mindelo und in Espargos auf der Insel Sal eingerichtet.
Die Botschaft Kap Verdes residiert in Lissabon in der Avenida do Restelo Nummer 33, in der Stadtgemeinde Belém. Dazu bestehen Honorarkonsulate in Coimbra, Porto, Setúbal, Portimão an der Algarve und in Angra do Heroísmo auf den Azoreninseln.

## Partnerstädte
Trotz des vergleichsweise kleinen Staatsgebietes Kap Verdes bestehen inzwischen 108 Städte- und Gemeindefreundschaften mit portugiesischen Kommunen oder werden angebahnt (Stand 2018). Sie sind ein Zeichen der engen Beziehungen und der langen gemeinsamen Geschichte. So gehen etwa die zahlreichen Partnerschaften portugiesischer Kommunen mit dem kapverdischen Ort Tarrafal auf das dortige Konzentrationslager Campo do Tarrafal zurück. Es diente als zentrales politisches Gefängnis der autoritären Estado Novo-Diktatur, in das Regimegegner aus allen Teilen Portugals und seiner Kolonien deportiert und dort häufig auch gefoltert wurden. Das Konzentrationslager wurde auch in Kooperation mit portugiesischen Kommunen restauriert und als Gedenkstätte und Museum 2016 durch die Regierungschefs Kap Verdes und Portugals eingeweiht.
Die Partnerschaften bestehen auf verschiedenen Ebenen, so zwischen Kreisen (Concelhos), Gemeinden (Freguesias), einzelnen Orten oder auch Kommunalverbänden. Die erste kapverdisch-portugiesische Städtefreundschaft gingen 1983 die beiden Hauptstädte Praia und Lissabon ein.

## Wirtschaft

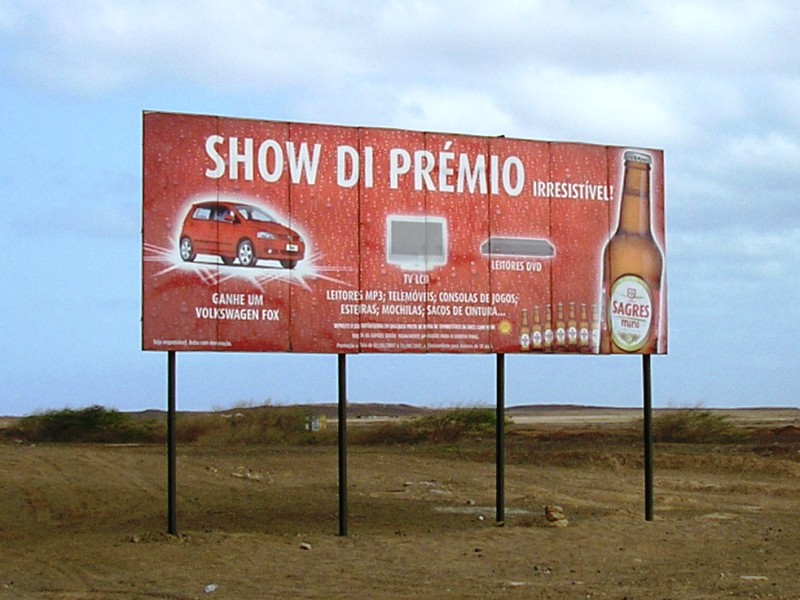
Sagres-Werbung auf der Insel Sal: portugiesische Marken dominieren den kapverdischen Biermarkt

Die portugiesische Außenhandelskammer AICEP unterhält eine Niederlassung in der kapverdischen Hauptstadt Praia. In Portugals Hauptstadt Lissabon besteht mit der Câmara Bilateral em Portugal eine bilaterale portugiesisch-kapverdische Handelskammer.
Eine Vielzahl portugiesischer Unternehmen ist in Kap Verde aktiv. Der portugiesische Energiekonzern Galp etwa betreibt ein Tankstellennetz auf allen kapverdischen Inseln, und die portugiesische Sparkasse Caixa Geral de Depósitos ist an zwei der wichtigsten Banken Kap Verdes beteiligt. Die Portugal Telecom hält etwa 40 % an der CV Telecom, und portugiesische Unternehmen sind im wachsenden Tourismus der Kapverdischen Inseln aktiv.
Der Kap-Verde-Escudo ist seit 1998 an den Portugiesischen Escudo und damit seit 1999 an den Euro gekoppelt.
Im Jahr 2016 exportierte Portugal Waren und Dienstleistungen im Wert von 339,9 Mio. Euro nach Kap Verde (2015: 285,5 Mio.; 2014: 289,3 Mio.; 2013: 268,3 Mio.; 2012: 264,6 Mio.). Unter den Waren hatten einen Anteil von 18,9 % Maschinen und Geräte, 13,0 % landwirtschaftliche Erzeugnisse, 12,7 % Lebensmittel (besonders Bier und Milchprodukte), 10,5 % Metallwaren, 8,8 % Minerale und Erze (besonders Zement und Baumaterial) und 8,7 % chemisch-pharmazeutische Produkte (besonders Medikamente).
Im gleichen Zeitraum lieferte Kap Verde Waren und Dienstleistungen im Wert von 65,0 Mio. Euro an Portugal (2015: 72,2 Mio.; 2014: 79,2 Mio.; 2013: 87,2 Mio.; 2012: 71,9 Mio.). Unter den Gütern waren 54,0 % Bekleidung, 29,7 % Schuhe, 4,9 % Lebensmittel (besonders Fischkonserven), 4,2 % Metallwaren (inklusive Schrott) und 2,4 % Treibstoffe.
Damit stand Portugal im kapverdischen Waren-Außenhandel an erster Stelle sowohl unter den Abnehmern als auch bei den Lieferanten. Kap Verde rangierte im portugiesischen Außenhandel mit Waren an 24. Stelle als Abnehmer und an 94. Stelle als Lieferant.

## Kultur

### Institutionen
Das portugiesische Kulturinstitut Instituto Camões ist in Kap Verde präsent, insbesondere mit Hochschulkooperationen, zwei Kulturzentren in Praia und in Mindelo, einem Sprachzentrum und einem Lektorat.
In Portugal bestehen einige kapverdische Kultur- und Bürgervereine, neben der Associação Caboverdiana z. B. die Associação Cabo-verdiana de Sines e Santiago do Cacém u. a.

### Literatur

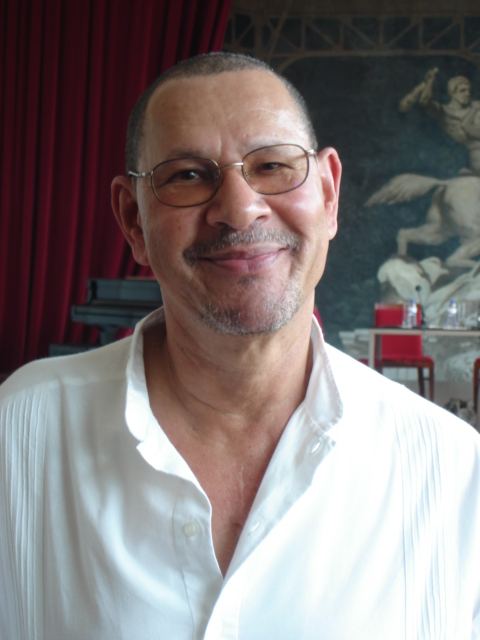
Germano Almeida wird beim portugiesischen Verlag Editorial Caminho verlegt

### Film
Das portugiesische Kino produzierte eine Reihe Filme in Kap Verde, neben Dokumentarfilmen auch Spielfilme wie der international prämierte Fußballfilm Fintar o Destino oder Pedro Costas Casa da Lava mit Inês de Medeiros. Auch der portugiesische Regisseur Francisco Manso drehte mehrmals hier, darunter 1997 die Verfilmung von Germano Almeidas Roman „O Testamento do Senhor Napumoceno“.
Pedros Costas prämierter Film Vitalina Varela von 2019 ist eine Milieustudie mit der kapverdischen Hauptdarstellerin Vitalina Varela.
2019 kam der prämierte Spielfilm Djon África des Lissabonner Regisseur-Paars João Miller Guerra und Filipa Reis in die Kinos. Die portugiesisch-brasilianisch-kapverdische Produktion erzählt die Geschichte des kapverdischstämmigen Portugiesen und Rastafari Djon África, der sich auf die Suche nach seinem Vater in Kapverde und damit auch nach seiner Identität macht.
Unter den zahlreichen Dokumentarfilmen ist u. a. O Arquitecto e a Cidade Velha von 2003 zu nennen. Die portugiesische Regisseurin Catarina Alves Costa begleitete dabei die Projekte des portugiesischen Architekten Álvaro Siza Vieira für die bauliche Vorbereitung der UNESCO-Welterbe-Kandidatur Cidade Velhas. Der Film wurde 2004 auf einer Reihe Filmfestivals gezeigt (in Deutschland beim Göttingen International Ethnographic Film Festival), wo er z. T. auch ausgezeichnet wurde, so mit dem Publikumspreis beim portugiesischen Festival Caminhos do Cinema Português in Coimbra. 2007 erschien er bei Midas Filmes auf DVD.

### Musik

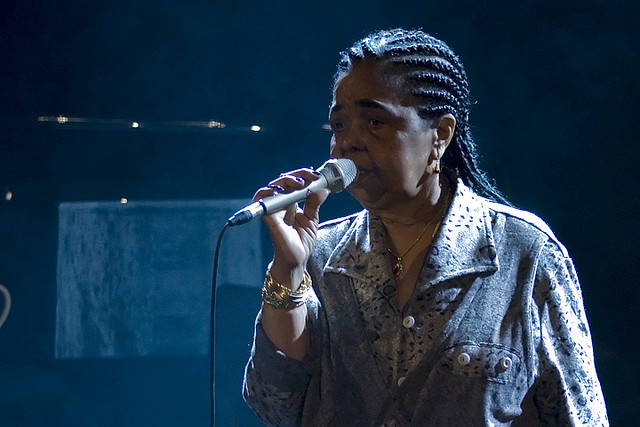
Cesária Évora live im Lissabonner Cinema São Jorge am 26. November 2008

Die vielfältige Musik der Kapverdischen Inseln ist teilweise stark von Portugal beeinflusst, etwa die Morna, die mit dem portugiesischen Fado verwandt ist. Das Cavaquinho, eine aus Portugal stammende kleine Gitarre, ist in der kapverdischen Musik von großer Bedeutung.
Besonders die Gruppe Os Tubarões, die von 1976 bis 1994 bestand und eine Reihe Alben in Portugal veröffentlichte, machte die Musik der Kapverden in Portugal bekannt, insbesondere die Stile Morna, Coladeira und Funaná. Ihr Sänger Ildo Lobo (1953–2004) war auch als Solokünstler aktiv und wurde einer der populärsten Sänger der Kapverden.
Einige der international bekanntesten Vertreter kapverdischer Musik wie Lura oder Sara Tavares sind in Portugal geboren und leben dort bis heute. Auch viele andere kapverdische Musiker leben in Portugal, insbesondere in Lissabon, etwa Tito Paris oder Nancy Vieira. Auch treten Musiker aus Kapverde häufig in Portugal auf. Cesária Évora etwa gastierte häufig in Portugal.
Der Hip Hop Tuga, der portugiesische Hip-Hop, wird auch durch Rapper aus der kapverdischen Gemeinde in Portugal mitgeprägt. Der bekannte portugiesische Musiker Boss AC etwa wurde in Kap Verde geboren.

### Tanz
Die international bekannte kapverdische Tänzerin und Choreographin Marlene Monteiro Freitas lebt und arbeitet in Lissabon.
Das von Pina Bausch zur Expo 98 in Lissabon entwickelte und aufgeführte Stück Masurca Fogo ist auch von der Mazurca beeinflusst, einer jüngeren Tanz- und Spielart der Musik der Kapverdischen Inseln, die vor allem auf den Inseln Santo Antão, São Nicolau und Boavista verbreitet ist und ursprünglich von der polnischen Mazurka abstammt.
In portugiesischen Tanzensembles wirken häufig auch kapverdischstämmige Tänzerinnen und Tänzer.

## Sport

### Fußball

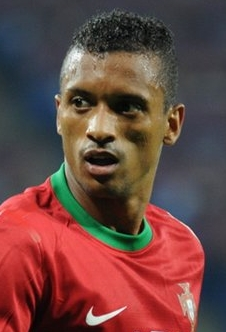
Nani im portugiesischen Nationaltrikot (2012)

Fußball ist in beiden Ländern die populärste Sportart. In Folge der jahrhundertelangen portugiesischen Anwesenheit ist der Fußball in Kap Verde dabei stark vom portugiesischen Fußball geprägt. So wird das Geschehen der portugiesischen Primeira Liga von Fußballfreunden in Kap Verde tagesaktuell verfolgt, und die oberste Spielklasse Kap Verdes, der Campeonato Cabo-verdiano de Futebol, wird von Filialvereinen portugiesischer Klubs wie Sporting Lissabon, Benfica Lissabon und Académica de Coimbra dominiert, etwa die vielfachen Meister Académica do Mindelo und Sporting Clube da Praia. Im Straßenbild der Kapverden sind Embleme und Trikots der drei großen portugiesischen Klubs Sporting, Benfica und FC Porto häufig zu sehen.
Die kapverdische Fußballnationalmannschaft und die portugiesische Nationalelf trafen bisher dreimal aufeinander, mit je einem Sieg, einer Niederlage und einem Unentschieden (Stand Februar 2017). Erstmals spielten sie am 27. Mai 2006 gegeneinander, das Freundschaftsspiel in Évora gewann Portugal mit 4:1.
Die kapverdische Nationalelf wurde bereits mehrmals von portugiesischen Chefcoaches trainiert. Seit 2018 ist dort erneut der Portugiese Rui Águas Nationaltrainer.
Fußballspieler aus Kap Verde spielen häufig in Portugal. Viele nehmen auch die portugiesische Staatsangehörigkeit an und kommen gelegentlich ins Aufgebot der Nationalmannschaft Portugals. Zu den bekanntesten kapverdischen Spielern in der portugiesischen Nationalmannschaft gehören Nani und Renato Sanches, die mit Portugal Fußball-Europameister 2016 wurden. Auch Gelson Martins, Rolando, Celestino und eine Reihe anderer kapverdischstämmiger Fußballer spielten und spielen für Portugal.

### Andere

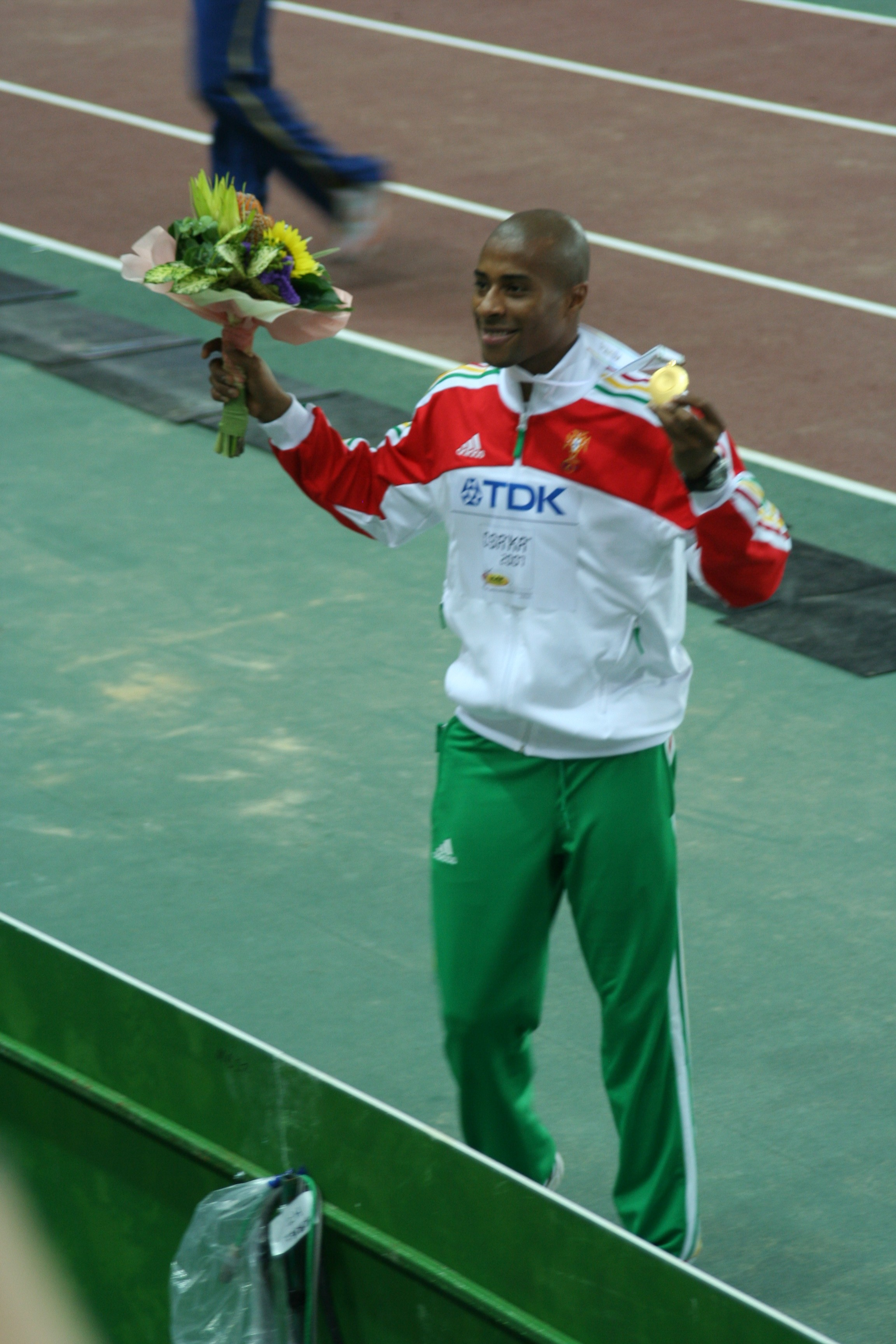
Nelson Évora nach dem Gewinn der Goldmedaille für Portugal bei den Weltmeisterschaften 2007 in Osaka

Kapverdische Athleten vieler Sportarten gehen häufig nach Portugal, um für dortige Vereine anzutreten und die besseren Trainingsmöglichkeiten dort zu nutzen, insbesondere Leichtathleten. Einige der kapverdischen Athleten sind bereits in Portugal geboren, etwa der paralympische Leichtathlet Márcio Fernandes.
Zu nennen ist hier insbesondere Nelson Évora. Der Sohn kapverdischer Eltern gewann eine Vielzahl Preise und Medaillen für Portugal, darunter Gold bei Olympia 2008.
Beim wichtigsten portugiesischen Schachturnier, dem Festival Internacional de Xadrez da Figueira da Foz, auch Torneio Sabir Ali, nehmen regelmäßig auch Spieler aus Kap Verde teil. Der internationale kapverdische Schiedsrichter Francisco Carapinha erhielt hier einen großen Teil seiner Ausbildung.
Sportler beider Länder nahmen bisher an allen Jogos da Lusofonia teil, den Spielen der Gemeinschaft der Portugiesischsprachigen Länder.